# 박다솔 (뮤지컬 배우)
박다솔(1991년 10월 23일 ~ )은 대한민국의 뮤지컬 배우다. 2013년 뮤지컬 '프라미스'로 데뷔했다.

## 방송
- 더블 캐스팅 (2020) - Top71

## 공연
- 프라미스 (2013)
- 사랑을 이루어 드립니다 (2018)
- 드라큘라 (2019)
- 작업의 정석 (2020)
- 언플러그드 (2020)

## 뮤직비디오
- 가가멜 - Back To The Future (2015)